# Sorgues (település)
Sorgues település Franciaországban, Vaucluse megyében. Lakosainak száma 19 030 fő (2022. január 1.). Sorgues Châteauneuf-du-Pape, Bédarrides, Entraigues-sur-la-Sorgue, Vedène, Le Pontet, Avignon, Roquemaure, Sauveterre és Villeneuve-lès-Avignon községekkel határos.

## Népesség
A település népessége az elmúlt években az alábbi módon változott:
| Lakosok száma | 18 046 | 18 500 | 18 210 | 18 568 | 18 680 | 18 802 | 18 893 | 18 930 | 19 117 | 19 030 |
|               | 2010   | 2013   | 2015   | 2016   | 2017   | 2018   | 2019   | 2020   | 2021   | 2022   |